# ポケモンジェネレーションズ
『ポケモンジェネレーションズ』（Pokémon Generations）は、2016年9月16日から12月23日までYouTubeで配信されたポケットモンスターシリーズのWebアニメ。全18話。
本作はサトシが主人公のアニメシリーズとは無関係であり、ゲームの内容を基に制作されている。2016年12月8日から2017年2月2日まで、日本語吹き替え版が配信された。

## ストーリー
第1話 「冒険」
舞台はカントー地方の「トキワの森」、一人の少年トレーナーはピカチュウをゲットし、共にジョウト、ホウエン、シンオウ、イッシュ、カロスのポケモンと戦い旅をする。そんな彼らの前に巨大なポケモンが姿を現す。
第2話 「追跡」
国際警察のハンサムが、ロケット団のボス・サカキを追跡していた。サカキがトキワジムに潜伏している情報を入手し、国際警察が突入するも既にもぬけの殻。二人のトレーナーにバッジを渡した後、サカキは去った後だった。
第3話 「挑戦者」
すべてのジムバッジを集め、セキエイリーグに挑戦する挑戦者。待ち受ける四天王を次々と倒し、挑戦者はついにチャンピオンとなる。そこに新たな挑戦者が姿を現す。
第4話 「いかりの湖」
チャンピオン・ワタルが「いかりの湖」で暴れる「あかいギャラドス」の原因を暴こうと、解散したはずのロケット団のアジトに少年トレーナーと潜入する。ワタルとカイリューはロケット団のポケモンを次々と蹴散らし、この事件の原因である発電室に入り込む。そこにはマルマインの電力を利用していたマシンがあった。それを破壊し、ロケット団の陰謀を阻止したワタルはギャラドスが去っていくのを見守っていた。
第5話 「継承」
サカキの息子の前に現れたのは国際警察のハンサムだった。サカキの息子はハンサムから「ラジオ塔占拠事件」を聞く。そして、サカキがロケット団から離れた時のことを思い出し、「俺は親父のようにはならない、一人で強くなってみせる」と決意し、リーグに挑戦する。
第6話 「再生」
スイクンを探し求めて歩く青年・ミナキは「やけた塔」の伝説を調べるために、エンジュシティへ向かっていた。伝説によると「3匹のポケモンが塔と共に焼かれて死んでしまった」らしく、「虹色に輝くポケモンによってエンテイ・ライコウ・スイクンとして生まれ変わった」ことを語る。全てを語り終えた彼は悔しそうに肩を落とすも、その時スイクンが現れ彼を励ますかのように去っていく。ミナキも安心して静かに帰って行った。そして、帰ったあとには一枚の「にじいろのはね」が落ちていた。
第7話 「ビジョン」
マグマ団はグラードンの眠る、海底洞窟へ向かおうとしていた。それを阻止しようと、ジュカインを連れた少年トレーナーが侵入する。ボスのマツブサは女性幹部のカガリに「お前はここにいて、あいつを足止めしろ」と命令する。一人残されたカガリは夢が叶うビジョンを想像する。そのビジョンにはゲンシグラードンが目覚め、マツブサ達に攻撃をしてくる光景があった。そのビジョンを不安がるカガリの前に少年トレーナーが現れ、カガリはバクーダを繰り出す。今二人のバトルが始まろうとしていた。
第8話 「海底洞窟」
海底洞窟へ向かった、アクア団のボス・アオギリとその部下たち。洞窟の奥にはカイオーガがいた。アオギリは「自分の望む世界」を作ろうと「あいいろのたま」でカイオーガを目覚めさせ、カイオーガはゲンシカイオーガへとゲンシカイキし、飛び出していった。ゲンシカイオーガが飛び出すとあたりは急な嵐に見舞われ、ポケモンたちは慌てて逃げ出していた。アオギリはそれとも知らずに、高笑いをあげるも、部下のウシオから世界沈没と聞いて驚き、イズミからも「私たちの世界は消えてしまったの」と言われさらに愕然。アオギリはカイオーガにやめるよう説得するも、カイオーガは話を聞く様子もなく、アオギリ達に襲い掛かってきた。
第9話 「スクープ」
ニュースキャスターのマリとスタッフのダイが、ホウエンの宇宙センターに侵入してあるスクープを見つけ、そのデータをコピーしようとしていた。その映像には一人の少年トレーナーがメガレックウザに乗ってデオキシスと戦い、ゲットしている様子が映されていた。すっかり見とれていた二人はデータのコピーを終えて立ち去ろうとするが、この施設の管理人であるソライシ博士に見つかってしまった。マリとダイはデータコピー済みのメモリを博士に渡すふりをして油断させ、逃げ出すのだった。
第10話「森の洋館」
モミとラッキーが森の中を彷徨っていると、一軒の洋館があった。一人の老紳士が二人を出迎え、彼女たちにご馳走をもてなした。しかし、そのご馳走は誰も座っていない席には豪華な料理、モミとラッキーには何も載っていない皿だけ。それでも二人は美味しそうなご馳走に見えており、それを食べるだけだった。やがて食べ終わると老紳士は二人を寝室へ案内しようとした。ところが二人がついて行こうとすると、老紳士はいつの間にか二人の後ろに、そして再びついていこうとすると、老紳士はドロドロに溶けて消えていった。すると二人の後ろに不気味な影が迫り、逃げ出す二人はやがて追いつかれ、その影に飲み込まれてしまった。ふと目を覚ますと二人はボロボロの洋館で眠っていた。おそらく、今までの出来事はすべて夢だったようだ。そんな彼女たちの前に一枚の手紙が。手紙にはこう書いてあった。「あんな・えたいのしれ・に・を・もっていく」と。モミは手紙を読み終えると彼女たちの前に一人の少女が現れた。その少女の顔は不気味に変化し、モミとラッキーの悲鳴が森中に響き渡った……。
第11話「新しい世界」
やりのはしらでギンガ団とそのボス・アカギが新しい世界を作ろうとする計画を実行させようとしていた。そして異空間から拘束された、ディアルガとパルキアを呼び出して、それらを利用しようとしたその時、チャンピオン・シロナが妨害に現れた。するとどこからともなく、ギラティナも現れる。ギラティナはディアルガとパルキアの拘束を解き、アカギと共に反転世界へと潜り込んでいった。アカギが目を覚ますと、そこにはオリジンフォルムのギラティナがいた。アカギはギラティナの世界に残ることを誓い、部下のサターンに「私を探すな」と台詞を残すと通信を切った。
第12話「火山のおき石」
ギンガ団のプルートがハードマウンテンでヒードランを目覚めさせようとしていた。暴走するヒードランにバクとネンドールが対戦するが、ヒードランのパワーにネンドールは圧倒されてしまう。そこへ、国際警察のハンサムがグレッグルと共に現れた。バクはハンサムにどうすればいいか尋ねるが、ハンサムは君ならどうするかと聞き返す。バクは頭を抱えてしまうが、「かざんのおき石」を戻せばいいとひらめき、ネンドールのサイコパワーを利用してなんとかヒードランをかわし、おき石を戻すことに成功。するとヒードランは光に包まれ、消滅していった。ギンガ団の陰謀を阻止したバクはハンサムに勝負を挑む。
第13話「反乱」
イッシュ地方のチャンピオンロード。アイリスとクリムガンの前に、プラズマ団幹部とジャロをはじめとする七賢人が現れる。ピンチに陥るアイリスの元へ、サンヨウジムの3兄弟を除いたイッシュ地方のジムリーダーたちが増援にやって来る。今ジムリーダーとプラズマ団の壮絶な戦いが始まろうとしていた。
第14話「凍える世界」
「いでんしのくさび」を奪うためプラズマ団はソウリュウシティのジムリーダー、シャガの前に現れる。オノノクスでは不利なプラズマ団・ヴィオの氷タイプに立ち向かうシャガだが、プラズマ団の科学者・アクロマが開発したキュレムの力を使ったキュレム砲で街全体が人ごと凍らされ、「いでんしのくさび」はヴィオに奪われてしまう。
第15話「帰還」
ジャイアントホールの洞窟内でプラズマ団の総幹部・ゲーチスはキュレムにイッシュ全土を凍りつかせるように命令する。そこへレシラムに乗ったNが現れる。Nはゲーチスに「イッシュが好きだ」と言い、それをゲーチスは王になるよう教育したのは無駄ではなかったと喜ぶが、自分の計画を邪魔された恨みを晴らそうと、「いでんしのくさび」を取り出す。すると、レシラムはキュレムに吸収され、ホワイトキュレムへフォルムチェンジする。ゲーチスはキュレムにNを氷漬けにするよう命令するが、Nはレシラムにまだ分離出来ると声を掛ける。攻撃が出来なくなったホワイトキュレムに焦り激怒するゲーチス。Nは一度もゲーチスを父親と思っていなかったが、今から父親として慕い改心させようとした。しかし、これを聞いたゲーチスは完全に激怒し怒声を上げ、ホワイトキュレムに命令して攻撃させる。そこへ、ゼクロムに乗った少年トレーナーが現れて、ホワイトキュレムの攻撃を止める。今、二人の戦いが始まろうとしていた。
第16話「永遠の美」
カロス地方のフラダリ・ラボ。そこへフラダリ・ラボの代表・フラダリがマジシャンの如く登場し、カエンジシの炎で燃やされるも、そこへ本物のフラダリが現れる。というのも先ほどのフラダリはホログラムだった。そして、フラダリは自らが開発したホロキャスターを説明する。その後、フラダリは喫茶店で女優を務めるカルネに「あらゆる美しさを永遠のものにする」と語っていた。ホロキャスターが人気となり、フラダリ・ラボはホロキャスターの増産を決定したと、ニュースキャスターのパキラが語る。さらにポケモンセンターに最新の医療設備の提供と健康維持のための研究費の寄付を発表した。フラダリはラボに戻ると新たなプロジェクトを実行しようとしていたが、それが何なのかはまだはっきりしておらず、フラダリは言おうとしない。そして、部下から報告を受けたフラダリはセキタイタウンへ向かう。そこにはイベルタルの繭があり、イベルタルが目覚めようとしていた……。
第17話「捜査」
ミアレシティでポケモンがモンスターボールごと盗まれるという事件が続いていた。現場に遭遇した国際警察のハンサムは、もこおと呼ばれる一匹のニャスパーと共に特殊スーツを着た犯人と対峙する。もこおは何故か犯人の足にすり寄るが、蹴飛ばされてしまう。足にすり寄る様子を見たハンサムは、犯人の正体がもこおのトレーナーであるマチエールでは無いかと推察する。過去に行き場をなくしたマチエールと出会い、事務所に引き取ったのだ。マチエールはハンサムの優秀な助手となったが、最近のマチエールはハンサムに行き場を教えずに去ることが多くなっていた。犯人を追い詰めたハンサムともこお。もこおが犯人に体当たりすると、犯人の被っていたヘルメットが破壊される。やはり犯人の正体はマチエールだった。マチエールは治験が終わったのかと目を開くが、ハンサムともこおが目の前にいることを不思議がる。
第18話 「贖い」
カロスリーグで殿堂入りした少年トレーナーが祝福されていた。それを見る母子。するとそこへ、謎の老人・AZが現れ、少年トレーナーに勝負を挑む。AZを見た娘は「絵本の人と同じ人」だという。それを見た母は、娘に絵本で話した伝説を語る。絵本でその男はポケモンをとても大切にしていた。しかし、戦争が始まり、そのポケモンも戦場へと駆り出されてしまった。数年後、そのポケモンが入った小さな箱を男は渡される。愛するポケモンを生き返らせたいと願った男は、命を与える機械を作って、そのポケモンを生き返らせることに成功した。ポケモンは永遠の命を手に入れて蘇ったのだった。しかし、男は悲しみのあまり怒りが収まらず、愛するポケモンを傷つけた世界が許せなかったことから機械を最強の最終兵器に作り変えてしまい、男は破壊の神となった。戦争は終わったが、永遠の命を手に入れたポケモンは自分の命の代償に他の多くのポケモンが犠牲となっていたことを知っていた。そして、生き返ったポケモンは涙を流して去っていた。男はポケモンを探し求め永遠にさまよい続けている。話が終わると同時に、AZと少年トレーナーの戦いも終わった。結果はAZの敗北に終わった。敗れたAZはお礼を言い、最終兵器を作った悲しい過去の自分を忘れられたことを語っていた。すると、そこへ謎の光に包まれて、フラエッテが姿を現した。AZとフラエッテは3000年ぶりの再会を果たし、喜び合うのだった。

## 日本語吹き替え版キャスト
★マークは英語版と同じ
- ピカチュウ★、カンナ - 折笠富美子
- ハンサム - 藤原啓治、堀内賢雄（17話のみ）[3]
- 捜査官 - 加瀬康之
- サカキ - 大塚明夫
- 挑戦者（ファイアレッド・リーフグリーンのライバル） - 福山潤
- ワタル - 細谷佳正
- シバ - 星野貴紀
- キクコ - 京田尚子
- ラムダ - 高木渉
- サカキの息子（ハートゴールド・ソウルシルバーのライバル） - 逢坂良太
- ロケット団員、フウロ、もこお（マチエールのニャスパー） - 芝崎典子
- ミナキ - 土田大[4]
- マツブサ - 佐々木誠二
- カガリ - 福圓美里
- ホムラ - 陶山章央
- アオギリ - 小山力也
- イズミ - 本田貴子
- ウシオ - 稲田徹
- マリ - 坂本真綾
- ダイ - 保村真
- ソライシ - 飛田展男
- モミ - 能登麻美子
- ラッキー★ - こおろぎさとみ
- 女の子 - 釘宮理恵
- 老紳士 - 有本欽隆
- アカギ - 津田健次郎
- シロナ - 遠藤綾
- サターン - 山下大輝
- マーズ - 北原沙弥香
- ジュピター - 鷄冠井美智子
- ギンガ団員、アスラ - 安部亮馬
- バク - 下野紘
- プルート - 富田耕生
- アイリス - 日高里菜
- ジャロ - 小室正幸
- ヴィオ、ヤーコン - 志村知幸
- シャガ - 岩崎征実
- スムラ、アーティ - 松田修平
- リョクシ - 岡部涼音
- ロット、ハチク - 伊原正明
- アロエ - 高宮彩織
- カミツレ - 北原知奈
- アクロマ - 川島得愛
- N - 石田彰
- ゲーチス - 速水奨
- フラダリ - 東地宏樹
- カルネ - 大原さやか
- パキラ - 井上麻里奈
- 重役 - 滝沢久美子
- マチエール - 内田真礼
- AZ - 土師孝也
- 母 - 井上喜久子
- 娘 - 井上ほの花

## スタッフ
- 監督 - 冨安大貴
- 脚本 - 冨岡淳広
- 音響監督 - 中嶋聡彦
- 音楽 - OLM MUSIC, Inc
- アニメーション制作 - OLM team Kato

## 各話リスト
| 話数 | 邦題         | 英題               | 絵コンテ   | 演出                | 作画監督             | 制作協力       | 配信日         | 配信日           |
| 話数 | 邦題         | 英題               | 絵コンテ   | 演出                | 作画監督             | 制作協力       | 英語版         | 日本語吹き替え版 |
| ---- | ------------ | ------------------ | ---------- | ------------------- | -------------------- | -------------- | -------------- | ---------------- |
| 1    | 冒険         | The Adventure      | 冨安大貴   | 吉野真一            | 吉野真一             | -              | 2016年 9月16日 | 2016年 12月8日   |
| 2    | 追跡         | The Chase          | 柳沼和良   | 柳沼和良            | 赤井真吾             | SIGNAL.MD      | 2016年 9月16日 | 2016年 12月8日   |
| 3    | 挑戦者       | The Challenger     | 冨安大貴   | 傳沙織              | 海島千本             | SIGNAL.MD      | 9月23日        | 2016年 12月8日   |
| 4    | いかりの湖   | The Lake of Rage   | 柳沼和良   | 柳沼和良            | 赤井真吾 末澤慧      | SIGNAL.MD      | 9月30日        | 2016年 12月8日   |
| 5    | 継承         | The Legacy         | 柳沼和良   | 柳沼和良            | 山田史 末澤慧        | SIGNAL.MD      | 10月7日        | 2016年 12月8日   |
| 6    | 再生         | The Reawakiening   | 傳沙織     | 傳沙織              | 海島千本             | SIGNAL.MD      | 10月7日        | 2016年 12月8日   |
| 7    | ビジョン     | The Vision         | 平川哲生   | 平川哲生            | 吉岡毅               | WIT STUDIO     | 10月14日       | 12月15日         |
| 8    | 海底洞窟     | The Cavern         | 今井有文   | 今井有文            | 今井有文             | WIT STUDIO     | 10月21日       | 12月15日         |
| 9    | スクープ     | The Scoop          | 若野哲也   | 若野哲也 山井紗也香 | 吉岡毅 イム ドヨン   | WIT STUDIO     | 10月28日       | 12月15日         |
| 10   | 森の洋館     | The Old Chateau    | 森山悠二郎 | 森山悠二郎          | 諸貫哲朗             | Production I.G | 10月28日       | 12月22日         |
| 11   | 新しい世界   | The New World      | 川越崇弘   | 川越崇弘            | 西村郁               | Production I.G | 11月4日        | 12月22日         |
| 12   | 火山のおき石 | The Magma Stone    | 川崎逸朗   | 川崎逸朗            | 後藤隆幸             | Production I.G | 11月11日       | 12月22日         |
| 13   | 反乱         | The Uprising       | 若野哲也   | 若野哲也            | 栗原基彦 イム ドヨン | WIT STUDIO     | 11月18日       | 2017年 1月26日   |
| 14   | 凍える世界   | The Flozen World   | 朴性厚     | 朴性厚              | 朴性厚               | WIT STUDIO     | 11月23日       | 2017年 1月26日   |
| 15   | 帰還         | The King Returns   | 高橋知也   | 市川量也            | 松浦有紗             | domerica inc.  | 12月2日        | 2017年 1月26日   |
| 16   | 永遠の美     | The Beauty Eternal | 森大貴     | 安藤貴史            | 高橋成之             | Production I.G | 12月9日        | 2月2日           |
| 17   | 捜査         | The Investigation  | 安食圭     | 安食圭              | 高橋成之             | Production I.G | 12月16日       | 2月2日           |
| 18   | 贖い         | The Redemption     | 牧野吉高   | 牧野吉高            | 吉野真一             | -              | 12月23日       | 2月2日           |